# NGC 422
NGC 422 (również ESO 51-SC22) – gromada otwarta znajdująca się w gwiazdozbiorze Tukana. Odkrył ją John Herschel 21 września 1835 roku. Gromada ta znajduje się w Małym Obłoku Magellana.
Według niektórych astronomów, identyfikacja obiektu NGC 422 z katalogu NGC jest zupełnie inna – to zdublowana obserwacja gromady gwiazd NGC 411.